# Stylosomus lutetianus
Stylosomus lutetianus là một loài bọ cánh cứng trong họ Chrysomelidae. Loài này được Sainte Claire Deville miêu tả khoa học năm 1914.